# Joe Haeg
Joe Haeg (* 11. března 1993 v Brainerdu, stát Minnesota) je hráč amerického fotbalu nastupující na pozici Offensive tackla za tým Indianapolis Colts v National Football League. Univerzitní fotbal hrál za North Dakota State University, poté byl vybrán v pátém kole Draftu NFL 2016 týmem Indianapolis Colts.

## Profesionální kariéra
| Parametry před draftem |           |             |                |                    |        |          |                |              |
| Výška                  | Váha      | Délka paží  | Velikost rukou | Sprint na 40 yardů | 20 ss  | 3 kužely | Skok z místa   | Benchpress   |
| 6 stop 6 palců         | 304 liber | 333⁄4 palce | 9 5⁄8 palce    | 5.16 s             | 4.47 s | 7.47 s   | 9 stop 3 palce | 13 opakování |

### Indianapolis Colts
Haeg byl draftován v pátém kole Draftu NFL 2016 jako 155. hráč celkově týmem Indianapolis Colts, nováčkovský kontrakt s ním podepsal 5. května 2016.